# Citrato de sodio

Representación del anión de citrato que reacciona con el sodio para formar el citrato de sodio.

El citrato de sodio (en nomenclatura IUPAC, corresponde a trisodio; 2-hidroxipropano-1, 2, 3-tricarboxilato; dihidratado) es un compuesto químico que, por lo general, se refiere al ion del citrato unido a tres átomos de sodio: el citrato trisódico. Sin embargo, puede tratarse también del citrato monosódico o del citrato disódico cuando el citrato se encuentra unido a uno o dos átomos de sodio, respectivamente. Químicamente, los citratos de sodio son sales sódicas del citrato también llamado ácido cítrico que es un componente común de las células del cuerpo humano.

## Obtención
El citrato de sodio es obtenido mediante la reacción química del ácido cítrico y el bicarbonato de sodio: 3NaHCO3 +  C6H8O7 => Na3C6H5O7+ 3H2O + 3CO2

## Usos
El citrato monosódico tiene la fórmula NaH2(C3H5O (COO)3) y se emplea en ungüentos y colirios.[cita requerida]
El citrato disódico tiene la fórmula química Na2H (C3H5O (COO)3) y se usa como antioxidante para preservar los alimentos así como para mejorar el efecto de otros antioxidantes. También se emplea como regulador de acidez y como compuestos aromáticos comúnmente encontrados en gelatinas, jamones, helados, bebidas gaseosas, vinos, quesos procesados, entre otros productos.[cita requerida]
El citrato trisódico tiene la fórmula química Na3C3H5O (COO)3, básicamente usado como aditivo alimentario (E331) para añadir sabor al agua carbonatada o como conservante.[cita requerida]
Con el citrato de sodio se pueden preparar buffers (pH 3-5). El citrato de sodio se usa también como un anticoagulante en los tubos usados para tomar sangre en ciertos exámenes de laboratorio que miden el tiempo de coagulación sanguínea, entre ellas el tiempo de tromboplastina parcial activado y el tiempo de protrombina. La concentración de citrato de sodio utilizada como anticoagulante es una variable preanalítica importante porque puede variar el tiempo de coagulación del plasma sanguíneo ya que la cantidad de citrato presente afecta la concentración de calcio utilizada en estas pruebas. En la industria farmacéutica existen algunos productos cuyo principio activo es el citrato de sodio y que se prescriben como microenema personal para facilitar la evacuación intestinal. Eso sí, teniendo en cuenta algunas contraindicaciones advertidas por los fabricantes. El citrato de sodio también se utiliza con el mismo objetivo, es decir, como anticoagulante, en los tubos donde se almacena la sangre antes de ponerla en la centrifugadora para hacer el RRP.[cita requerida]